# 克羅夫特灣
64°0′S 57°45′W / 64.000°S 57.750°W
克羅夫特灣（英語：Croft Bay）是南極洲的海灣，位於葛拉漢地的詹姆斯羅斯島中北部，處於南極半島東北端，在1903年由瑞典探險隊發現，該海灣在1945年由英國研究隊繪入地圖，以地質學家命名。